# ژدنگا
ژدنگا (به لهستانی:  Żednia) یک روستا در لهستان است که در گمینا میخاوووو واقع شده‌است. ژدنگا ۲۵۰ نفر جمعیت دارد.